# Klokoč (přírodní rezervace)
Klokoč (661 m n. m.) je vrch a přírodní rezervace v Malých Karpatech na Slovensku. Nachází se v katastrálních územích obcí Plavecké Podhradie v okrese Malacky a Lošonec v okrese Trnava. Území bylo vyhlášeno v roce 1996 a jeho rozloha je 21,59 hektaru. Předmětech ochrany je ojedinělý hřebenový komplex holních biotopů s druhově bohatou faunou a flórou. Mikroreliéf území je ovlivněn četnými mraveništi. Ze vzácných druhů rostlin je nápadný výskyt divizny ozdobné (Verbascum speciosum).

## Přístup
Na vrchol Klokoče vede několik značených turistických tras. Vrchol (nedaleko turistické trasy) označuje dřevěný kříž, do kterého jsou zaráženy hřebíky různých velikostí. Na vrcholu je umístěna vrcholová kniha. Z vrcholu i celého hřebene jsou výhledy na hřebeny Malých Karpat, zejména v jihovýchodním směru.